# Resultados do Carnaval de São Paulo em 2017
Nesta página estão apontados os resultados do Carnaval de São Paulo no ano de 2017. 

## Escolas de Samba

### Grupo Especial
Os desfiles do grupo especial ocorreram nos dias 24 e 25 de fevereiro no sambódromo do Anhembi.
Ordem de Desfile
| Sexta-feira (24/02/2017) | Sábado (25/02/2017) |
| 1. Tom Maior 2. Mocidade Alegre 3. Unidos de Vila Maria 4. Acadêmicos do Tatuapé 5. Gaviões da Fiel 6. Acadêmicos do Tucuruvi 7. Águia de Ouro | 1. Mancha Verde 2. Unidos do Peruche 3. Império de Casa Verde 4. Dragões da Real 5. Vai-Vai 6. Nenê de Vila Matilde 7. Rosas de Ouro |

Mapa de Notas
| Agremiações (por ordem de desfile)                 | Fantasias | Fantasias | Fantasias | Fantasias | Bateria | Bateria | Bateria | Bateria | Comissão de Frente | Comissão de Frente | Comissão de Frente | Comissão de Frente | Mestre-Sala & Porta-Bandeira | Mestre-Sala & Porta-Bandeira | Mestre-Sala & Porta-Bandeira | Mestre-Sala & Porta-Bandeira | Harmonia | Harmonia | Harmonia | Harmonia | Alegorias | Alegorias | Alegorias | Alegorias | Evolução | Evolução | Evolução | Evolução | Enredo | Enredo | Enredo | Enredo | Samba-Enredo | Samba-Enredo | Samba-Enredo | Samba-Enredo | P. | TOTAL |
| Sexta-feira                                        | J1        | J2        | J3        | J4        | J1      | J2      | J3      | J4      | J1                 | J2                 | J3                 | J4                 | J1                           | J2                           | J3                           | J4                           | J1       | J2       | J3       | J4       | J1        | J2        | J3        | J4        | J1       | J2       | J3       | J4       | J1     | J2     | J3     | J4     | J1           | J2           | J3           | J4           |    |       |
| Tom Maior                                          | 9,8       | 9,7       | 9,8       | 9,8       | 10      | 9,8     | 9,8     | 9,9     | 10                 | 9,9                | 9,9                | 10                 | 9,9                          | 9,9                          | 9,9                          | 10                           | 10       | 10       | 9,9      | 10       | 9,8       | 9,9       | 9,9       | 9,8       | 9,7      | 10       | 9,9      | 10       | 10     | 10     | 10     | 9,9    | 10           | 10           | 10           | 9,9          |    | 268,3 |
| Mocidade                                           | 10        | 10        | 9,9       | 9,8       | 9,8     | 9,7     | 10      | 9,9     | 10                 | 10                 | 10                 | 10                 | 10                           | 9,9                          | 10                           | 10                           | 9,9      | 10       | 10       | 10       | 9,9       | 9,9       | 9,9       | 9,8       | 9,9      | 10       | 10       | 10       | 10     | 10     | 10     | 10     | 9,7          | 10           | 9,9          | 10           |    | 269,2 |
| Vila Maria                                         | 10        | 10        | 10        | 9,8       | 10      | 10      | 10      | 9,9     | 9,9                | 9,8                | 9,9                | 9,9                | 10                           | 10                           | 10                           | 10                           | 10       | 9,9      | 10       | 10       | 9,7       | 9,9       | 9,9       | 9,4       | 9,9      | 9,9      | 10       | 10       | 10     | 10     | 10     | 10     | 10           | 10           | 9,9          | 9,8          |    | 269   |
| Tatuapé                                            | 10        | 10        | 10        | 10        | 10      | 9,8     | 10      | 10      | 10                 | 9,9                | 10                 | 10                 | 10                           | 9,9                          | 9,9                          | 9,9                          | 10       | 9,9      | 10       | 10       | 9,9       | 10        | 10        | 9,7       | 10       | 9,9      | 10       | 10       | 10     | 10     | 10     | 10     | 10           | 10           | 10           | 10           |    | 269,7 |
| Gaviões                                            | 9,9       | 9,8       | 9,9       | 9,8       | 10      | 9,8     | 10      | 10      | 10                 | 9,9                | 9,7                | 9,9                | 10                           | 9,9                          | 10                           | 10                           | 10       | 10       | 10       | 10       | 10        | 10        | 10        | 9,8       | 10       | 9,8      | 10       | 10       | 10     | 9,7    | 10     | 9,9    | 9,9          | 9,9          | 9,6          | 9,7          |    | 268,8 |
| Tucuruvi                                           | 10        | 9,9       | 9,9       | 9,7       | 10      | 9,8     | 10      | 10      | 10                 | 9,8                | 9,9                | 10                 | 10                           | 10                           | 10                           | 10                           | 10       | 9,9      | 9,9      | 10       | 9,9       | 9,9       | 9,9       | 9,8       | 9,9      | 9,8      | 10       | 10       | 9,8    | 9,9    | 10     | 10     | 9,9          | 9,9          | 9,7          | 9,9          |    | 268,8 |
| Águia                                              | 9,8       | 10        | 9,9       | 9,9       | 9,9     | 9,5     | 10      | 9,9     | 10                 | 10                 | 9,9                | 10                 | 10                           | 9,9                          | 10                           | 10                           | 10       | 10       | 10       | 9,9      | 9,8       | 9,9       | 9,9       | 9,8       | 9,9      | 9,9      | 10       | 10       | 10     | 10     | 10     | 10     | 9,6          | 9,9          | 9,6          | 9,6          |    | 268,2 |
| Sábado                                             | J1        | J2        | J3        | J4        | J1      | J2      | J3      | J4      | J1                 | J2                 | J3                 | J4                 | J1                           | J2                           | J3                           | J4                           | J1       | J2       | J3       | J4       | J1        | J2        | J3        | J4        | J1       | J2       | J3       | J4       | J1     | J2     | J3     | J4     | J1           | J2           | J3           | J4           |    |       |
| Mancha                                             | 9,9       | 10        | 9,8       | 9,8       | 10      | 10      | 9,8     | 10      | 10                 | 10                 | 10                 | 10                 | 9,9                          | 10                           | 9,8                          | 10                           | 10       | 10       | 9,9      | 10       | 9,9       | 9,9       | 9,9       | 9,8       | 9,9      | 10       | 9,9      | 9,9      | 9,9    | 9,9    | 9,9    | 10     | 9,8          | 10           | 9,6          | 10           |    | 268,7 |
| Peruche                                            | 10        | 9,8       | 9,9       | 9,7       | 10      | 9,9     | 9,9     | 9,9     | 10                 | 9,9                | 9,9                | 9,9                | 9,9                          | 10                           | 9,9                          | 9,9                          | 10       | 10       | 101      | 10       | 9,7       | 9,7       | 10        | 9,7       | 9,9      | 9,9      | 10       | 10       | 10     | 10     | 10     | 10     | 10           | 10           | 10           | 10           |    | 268,4 |
| Império                                            | 10        | 10        | 10        | 10        | 10      | 10      | 10      | 10      | 10                 | 10                 | 9,9                | 10                 | 10                           | 10                           | 10                           | 10                           | 10       | 10       | 9,9      | 10       | 10        | 9,9       | 9,9       | 9,9       | 9,9      | 9,9      | 10       | 9,9      | 10     | 10     | 10     | 10     | 10           | 9,9          | 9,9          | 9,9          |    | 269,4 |
| Dragões                                            | 10        | 10        | 10        | 9,9       | 9,9     | 9,7     | 10      | 9,9     | 10                 | 9,9                | 10                 | 10                 | 9,8                          | 10                           | 10                           | 10                           | 10       | 10       | 10       | 10       | 10        | 10        | 10        | 10        | 10       | 9,9      | 10       | 10       | 10     | 10     | 10     | 10     | 10           | 10           | 9,9          | 9,9          |    | 269,7 |
| Vai-Vai                                            | 10        | 9,9       | 9,9       | 9,8       | 10      | 10      | 9,9     | 10      | 10                 | 9,9                | 10                 | 10                 | 10                           | 10                           | 9,9                          | 10                           | 10       | 9,9      | 10       | 10       | 9,8       | 9,8       | 10        | 9,8       | 10       | 10       | 9,9      | 10       | 10     | 10     | 10     | 10     | 10           | 10           | 10           | 9,9          |    | 269,4 |
| Nenê                                               | 9,7       | 9,7       | 9,8       | 9,6       | 9,9     | 10      | 9,9     | 10      | 10                 | 9,9                | 10                 | 9,8                | 10                           | 10                           | 10                           | 10                           | 9,9      | 10       | 10       | 10       | 10        | 9,8       | 9,9       | 9,9       | 9,9      | 9,8      | 9,9      | 10       | 9,8    | 9,9    | 9,9    | 9,9    | 9,8          | 10           | 9,8          | 10           |    | 268,1 |
| Rosas                                              | 10        | 9,8       | 9,9       | 9,7       | 10      | 10      | 10      | 10      | 10                 | 9,9                | 10                 | 10                 | 9,9                          | 10                           | 10                           | 10                           | 10       | 10       | 10       | 10       | 9,8       | 9,9       | 9,9       | 9,8       | 9,9      | 10       | 10       | 10       | 10     | 9,9    | 10     | 10     | 9,9          | 10           | 10           | 10           |    | 269,3 |
| OBS.: A menor nota de cada quesito foi descartada. |           |           |           |           |         |         |         |         |                    |                    |                    |                    |                              |                              |                              |                              |          |          |          |          |           |           |           |           |          |          |          |          |        |        |        |        |              |              |              |              |    |       |

↑Nota:  O jurado 3 não atribuiu nota para a Peruche. Conforme determina o regulamento, foi feita uma média aritmética das outras notas (10).
Classificação
| Pos | Escolas de Samba       | Pts   | Desempate    | Enredo | Classificação                     |
| --- | ---------------------- | ----- | ------------ | --- | --------------------------------- |
| 1   | Acadêmicos do Tatuapé  | 269,7 | Samba-enredo | Mãe África conta a sua história: do berço sagrado da humanidade à abençoada terra do grande Zimbábwe                                   | Campeã do Carnaval de 2017        |
| 2   | Dragões da Real        | 269,7 | Samba-enredo | Dragões canta Asa Branca | Desfile das Campeãs de 2017       |
| 3   | Vai-Vai                | 269,4 | Samba-enredo | No Xirê do Anhembi, a Oxum mais bonita surgiu... Menininha, mãe da Bahia - Ialorixá do Brasil                                          | Desfile das Campeãs de 2017       |
| 4   | Império de Casa Verde  | 269,4 | Samba-enredo | Paz. O Império da nova era | Desfile das Campeãs de 2017       |
| 5   | Rosas de Ouro          | 269,3 |              | Convivium. Sente-se à mesa e saboreie                                                                                                  | Desfile das Campeãs de 2017       |
| 6   | Mocidade Alegre        | 269,2 |              | A vitória vem da luta, a luta vem da força, e a força, da união                                                                        |                                   |
| 7   | Unidos de Vila Maria   | 269   |              | Aparecida - A Rainha do Brasil. 300 anos de amor e fé no coração do povo brasileiro                                                    |                                   |
| 8   | Acadêmicos do Tucuruvi | 268,8 | Samba-enredo | Eu sou a Arte: Meu palco é a rua |                                   |
| 9   | Gaviões da Fiel        | 268,8 | Samba-enredo | Com as mãos e a garra de um povo sonhador, surge o contraste de uma nova metrópole - Sampa, lugar de sonhos, oportunidades e esperança |                                   |
| 10  | Mancha Verde           | 268,7 |              | Zé do Brasil, um nome e muitas histórias                                                                                               |                                   |
| 11  | Unidos do Peruche      | 268,4 |              | A Peruche no maior axé exalta Salvador, cidade da Bahia, caldeirão de raças, cultura, fé e alegria                                     |                                   |
| 12  | Tom Maior              | 268,3 |              | Elba Ramalho canta em oração o folclore do Nordeste. Toque sanfoneiro: forró, frevo e xaxado...                                        |                                   |
| 13  | Águia de Ouro          | 268,2 |              | Amor com amor se paga. Uma história animal!                                                                                            | Desce para o Grupo de Acesso 2018 |
| 14  | Nenê de Vila Matilde   | 268,1 |              | "Coré Etuba. A ópera de todos os povos, terra de todas as gentes, Curitiba de todos os sonhos."                                        | Desce para o Grupo de Acesso 2018 |

Premiações
| Prêmios 2017                 | Estrela do Carnaval        | Prêmio SRzd                | Troféu Nota 10             |
| ---------------------------- | -------------------------- | -------------------------- | -------------------------- |
| Escola / Desfile             | Dragões da Real            | Dragões da Real            | Dragões da Real            |
| Samba-enredo                 | Tatuapé                    | Tatuapé                    | Tatuapé                    |
| Enredo                       | Dragões da Real            | -                          | Tatuapé                    |
| Bateria                      | Império de Casa Verde      | Império de Casa Verde      | Vila Maria                 |
| Mestre-sala e Porta-bandeira | Marcelo e Adriana (Mancha) | Marcelo e Adriana (Mancha) | Marcelo e Adriana (Mancha) |
| Comissão de Frente           | Vila Maria                 | Mocidade Alegre            | Mocidade Alegre            |
| Intérprete / Ala Musical     | Celsinho Mody (Tatuapé)    | Império de Casa Verde      | Celsinho Mody (Tatuapé)    |
| Ala de Baianas               | Vila Maria                 | Vila Maria                 | Vila Maria                 |
| Evolução                     | -                          | Império de Casa Verde      | Dragões da Real            |
| Harmonia                     | Dragões da Real            | Tatuapé                    | Tatuapé                    |
| Alegorias                    | Império de Casa Verde      | Dragões da Real            | Dragões da Real            |
| Fantasias                    | Dragões da Real            | Dragões da Real            | Império de Casa Verde      |

### Grupo de Acesso
Os desfiles do grupo de acesso ocorreram no dia 26 de fevereiro no sambódromo do Anhembi.
Classificação
| Pos | Escolas de Samba            | Enredo                                                                                              | Pts   | Classificação ou rebaixamento   |
| --- | --------------------------- | --------------------------------------------------------------------------------------------------- | ----- | ------------------------------- |
| 1   | X-9 Paulistana              | Vim, vi e venci! A Saga Artística de um Semideus                                                    | 269,2 | Sobe para o Grupo Especial 2018 |
| 2   | Independente Tricolor       | É Mentira!                                                                                          | 268,9 | Sobe para o Grupo Especial 2018 |
| 3   | Colorado do Brás            | Luz, câmera, ação... a Colorado apresenta: a 'Roliúde' no Sertão                                    | 268,9 |                                 |
| 4   | Camisa Verde e Branco       | A Revolta da Chibata. Sonho, Coragem e Bravura. Minha história: João Cândido, Um Sonho de Liberdade | 268,3 |                                 |
| 5   | Leandro de Itaquera         | Babalotim - A história dos Afoxés                                                                   | 267,7 |                                 |
| 6   | Pérola Negra                | Pérola Negra levanta as mangas e põe a mão na massa                                                 | 267,6 |                                 |
| 7   | Imperador do Ipiranga       | Ipiranga, Berço Esplêndido de um Povo Heróico                                                       | 267,5 |                                 |
| 8   | Estrela do Terceiro Milênio | Para bom entendedor um pingo é letra e o símbolo uma palavra                                        | 267   | Desce para o Grupo 1-UESP       |

Premiações
| Prêmios 2017                 | Estrela do Carnaval          | Prêmio SRzd           |
| ---------------------------- | ---------------------------- | --------------------- |
| Escola / Desfile             | Independente Tricolor        | Independente Tricolor |
| Samba-enredo                 | Colorado do Brás             | Camisa Verde e Branco |
| Enredo                       | Colorado do Brás             | -                     |
| Bateria                      | Camisa Verde e Branco        | Camisa Verde e Branco |
| Mestre-sala e Porta-bandeira | Clay e Lenita (Independente) | -                     |
| Comissão de Frente           | Independente Tricolor        | -                     |
| Intérprete / Ala Musical     | Darlan (X-9 Paulistana)      | X-9 Paulistana        |
| Conjunto Visual              | Independente Tricolor        | -                     |

### Grupo 1
Os desfiles do grupo 1 UESP ocorreram no dia 27 de fevereiro no sambódromo do Anhembi.
Classificação
| Pos | Escolas de Samba        | Enredo                                                                                         | Pts   | Classificação ou rebaixamento    |
| --- | ----------------------- | ---------------------------------------------------------------------------------------------- | ----- | -------------------------------- |
| 1   | Barroca Zona Sul        | Da riqueza das águas à multiplicação do amor. A maravilha da pesca                             | 180,3 | Sobe para o Grupo de acesso 2018 |
| 2   | Mocidade Unida da Mooca | Sob um céu de lona, um chão de estrelas                                                        | 180,1 |                                  |
| 3   | Dom Bosco               | Puxe o fole sanfoneiro que o show vai começar. Bate palma minha gente, meu Sertão vai desfilar | 179,8 |                                  |
| 4   | Unidos de Santa Bárbara | Os encantos da noite                                                                           | 179,7 |                                  |
| 5   | Morro de Casa Verde     | No terreiro do Morro, o canto de Kianda, a sereia de Angola se faz brilhar                     | 179,5 |                                  |
| 6   | Amizade da Zona Leste   | Quem é o culpado?                                                                              | 179,1 |                                  |
| 7   | Tradição Albertinense   | Agora chegou a vez vou cantar, mulher brasileira em primeiro lugar                             | 179,1 |                                  |
| 8   | Uirapuru da Mooca       | Amazônia, suas belezas naturais e o canto que estremece a floresta - Uirapuru                  | 178,7 |                                  |
| 9   | Combinados de Sapopemba | Lembranças de um maravilhoso jardim. Se as rosas não falam, a Combinados canta no alvorecer    | 178,2 |                                  |
| 10  | Torcida Jovem           | Sou milenar!! Sou o pecado...                                                                  | 176,9 |                                  |
| 11  | Flor de Liz da Zona Sul | Encantos, mistérios e magia! Cores - Um universo de realidade                                  | 176   | Desce para Grupo 2-UESP 2018     |
| 12  | Prova de Fogo           | Tambores e batuques, festas e tradições no interior paulista                                   | 172,5 | Desce para Grupo 2-UESP 2018     |

### Grupo 2
Os desfiles do grupo 2 ocorreram nos dias 26 e 27 de fevereiro.
Classificação
| Pos | Escolas de Samba               | Enredo | Pts   | Classificação ou rebaixamento  |
| --- | ------------------------------ | --- | ----- | ------------------------------ |
| 1   | Camisa 12                      | Boêmio Paulistano, salve Adoniran Barbosa sambista Corinthiano                                                             | 269   | Sobe para o Grupo 1-UESP 2018  |
| 2   | Brinco da Marquesa             | Desejos, qual é o seu? | 268,4 | Sobe para o Grupo 1-UESP 2018  |
| 3   | União Imperial                 | No clarão da lua cheia | 268,3 |                                |
| 4   | Unidos de São Lucas            | Café... Aroma de história, sabor de poesia                                                                                 | 268   |                                |
| 5   | Boêmios da Vila                | Ariano Suassuna - O rei, o palhaço e o profeta                                                                             | 267,9 |                                |
| 6   | União Independente da Zona Sul | O som que te encanta, louva teu orixá e te convida a sambar. O som do meu tambor tem magia                                 | 267,7 |                                |
| 7   | Acadêmicos de São Jorge        | Nossa majestade, o sonho                                                                                                   | 267,6 |                                |
| 8   | Império Lapeano                | O bom filho, não foge a luta! Escolhe em qual mentira acreditar? Não desiste nunca...                                      | 267,5 |                                |
| 9   | Flor da Vila Dalila            | A chama da minha vela irá seduzir você                                                                                     | 267,4 |                                |
| 10  | Unidos do Vale Encantado       | Com a proteção de seu Zé o Vale deseja uma boa noite São Paulo                                                             | 266,6 |                                |
| 11  | União da Vila Albertina        | Por que, porquê? Quero saber! 1,2,3... Era uma vez! Vem ser criança outra vez? Um passeio encantado pelo universo infantil | 266,3 | Desce para o Grupo 3-UESP 2018 |
| 12  | Imperatriz da Sul              | Agora é que são elas! A história das mulheres que mudaram a história!                                                      | 265,2 | Desce para o Grupo 3-UESP 2018 |

### Grupo 3
Os desfiles do grupo 3 UESP ocorreram nos dias 26 e 27 de fevereiro.
Classificação
| Pos | Escolas de Samba           | Enredo | Pts   | Classificação ou rebaixamento |
| --- | -------------------------- | --- | ----- | ----------------------------- |
| 1   | Acadêmicos do Ipiranga     | No arco-íris da ilusão                                                                                    | 179,9 | Sobe para o Grupo 2-UESP 2018 |
| 2   | Primeira da Cidade Líder   | Áfricas - A essência de um continente alegre por natureza                                                 | 179,6 | Sobe para o Grupo 2-UESP 2018 |
| 3   | Unidos de São Miguel       | Um festival de música popular brasileira                                                                  | 178,8 |                               |
| 4   | Príncipe Negro             | Respeitável público - Do olhar do Príncipe Negro a grande magia do circo                                  | 178,7 |                               |
| 5   | Iracema Meu Grande Amor    | Iracema em um santuário de fé                                                                             | 178,4 |                               |
| 6   | Mocidade Robruense         | Juntos ou misturados, somos a química perfeita                                                            | 178,4 |                               |
| 7   | Em Cima da Hora Paulistana | A coruja do samba reverencia sua raiz...Mocidade Alegre, 50 anos, emoção de toda uma vida                 | 178,3 |                               |
| 8   | Imperatriz da Pauliceia    | Agora chegou a vez vou cantar, mulher de verdade em primeiro lugar                                        | 178,3 |                               |
| 9   | Dragões de Vila Alpina     | No Reino da Imaginação - A busca da felicidade não é só ilusão                                            | 178   |                               |
| 10  | Passo de Ouro              | Clara guerreira, o canto de um sabiá                                                                      | 177,2 |                               |
| 11  | Estação Invernada          | Aproveite o máximo de vossa viagem, pois, o regresso é certo, e o trem da vida partirá a qualquer momento | 176,7 | Desce para Grupo 4-UESP 2018  |
| 12  | Lavapés                    | Oito décadas de samba...minha Lavapés, orgulho da terra da garoa!                                         | 157,1 | Desce para Grupo 4-UESP 2018  |

### Grupo 4
Os desfiles do grupo 4 UESP ocorreram no dia 25 de fevereiro.
Classificação
| Pos | Escolas de Samba          | Enredo | Pts   | Classificação ou rebaixamento |
| --- | ------------------------- | --- | ----- | ----------------------------- |
| 1   | Valença de Perus          | Primavera - A estação da vida                                                                                | 179,4 | Sobe para o Grupo 3-UESP 2018 |
| 2   | Só Vou se Você For        | Deu rosas para você! Deu rosas para meu amor. Deu rosas para todo mundo... Porque a rosa é a mais linda flor | 179,2 | Sobe para o Grupo 3-UESP 2018 |
| 3   | Primeira da Aclimação     | Sou mascarado, esfarrapado e folião... Vem pro baile da Aclimação                                            | 178,8 |                               |
| 4   | TUP                       | É show, é alegria... A TUP conta um dia de Domingo                                                           | 178,8 |                               |
| 5   | Unidos de Guaianases      | Unidos de Guaianases apresenta: Um filho nordestino não foge à luta                                          | 178,7 |                               |
| 6   | Os Bambas                 | Os segredos das águas do Amazonas. Os Bambas fez um rio de samba                                             | 178,6 |                               |
| 7   | Estrela Cadente           | A Estrela Cadente chegou, então... Faça um pedido!                                                           | 178,4 |                               |
| 8   | Explosão da Zona Norte    | Tabaco, da saliva ao prazer                                                                                  | 178,4 |                               |
| 9   | Cabeções de Vila Prudente | Bahia de todos os santos por todos os cantos                                                                 | 178,3 |                               |
| 10  | Cacique do Parque         | Em um olhar fascinante eu vejo a lua, cheia de lendas, mitos e mistérios                                     | 178,2 |                               |
| 11  | Isso Memo                 | Shakespeare Apaixonado! Do gênio da teatralidade, seus 400 anos de saudades                                  | 177,5 |                               |
| 12  | Portela da Zona Sul       | De carona nas asas da Portela da Zona Sul                                                                    | 166,6 |                               |
| 13  | Folha Verde               | Conto, canto, e encanto. Uma Folha Verde no jardim de infância                                               | 165,9 |                               |

## Blocos

### Blocos Especiais da UESP
Classificação
| Pos | Bloco                               | Enredo | Pts   | Classificação ou rebaixamento                |
| --- | ----------------------------------- | ------ | ----- | -------------------------------------------- |
| 1   | Inajar de Souza                     |        | 149,9 | Bloco campeão                                |
| 2   | Mocidade Amazonense                 |        | 149,7 |                                              |
| 3   | União da Trindade                   |        | 149,3 |                                              |
| 4   | Caprichosos do Piqueri              |        | 149,2 |                                              |
| 5   | Vovô Bolão                          |        | 148,7 |                                              |
| 6   | Kacike da Vila                      |        | 148,5 |                                              |
| 7   | Não Empurra que é Pior              |        | 148,3 |                                              |
| 8   | Chorões da Tia Gê                   |        | 148,1 |                                              |
| 9   | Mocidade Independente da Zona Leste |        | 147,5 |                                              |
| 10  | Unidos do Pé Grande                 |        | 147,5 |                                              |
| 11  | Pavilhão 9                          |        | 147,2 | Desce para o novo Grupo 1 dos Blocos em 2018 |
| 12  | Caprichosos da Zona Sul             |        | 146,9 | Desce para o novo Grupo 1 dos Blocos em 2018 |
| 13  | Garotos da Vila Santa Maria         |        | 146,4 | Desce para o novo Grupo 1 dos Blocos em 2018 |
| 14  | Unidos do Guaraú                    |        | 143,5 | Desce para o novo Grupo 1 dos Blocos em 2018 |